# Echeveria fimbriata
Echeveria fimbriata là một loài thực vật có hoa trong họ Crassulaceae. Loài này được C.H.Thomps. miêu tả khoa học đầu tiên năm 1911.